# Felttoget i Tunesien
Felttoget i Tunesien var en række slag i 2. verdenskrig, som foregik i Tunesien under Felttoget i Nordafrika, mellem Aksemagterne og de allierede styrker. De allierede styrker bestod fortrinsvis af styrker fra det Britiske Imperium, USA og Frankrig. Indledningsvis havde aksestyrkerne fra Tyskland og Italien en vis fremgang, men de allieredes overvægt i mænd og materiel førte til aksestyrkernes fuldstændige nederlag. Tyske og italienske tropper på over 230.000 mand blev taget til fange, herunder hovedparten af Afrikakorpset.

## Baggrund

### Ørkenkrigen
De første to år af krigen i Nordafrika var kendetegnet ved mangel på forsyninger og en manglende evne til at sørge for en sammenhængende logistisk støtte. Den nordafrikanske kyst har kun få naturlige havne og den britiske hovedforsyningsbase i Alexandria ved Nildeltaet lå ca. 2.400 km i luftlinje fra italienernes vigtigste havn i Tripoli. Mindre havne i Benghazi og Tobruk lå henholdsvis 1.500 og 1.000 km ved for Alexandria. De var forbundet af en enkelt vej, som fulgte en smal korridor langs kysten. På daværende tidspunkt var de centrale del af Middelhavet omstridt, og da de italienske og britiske flåder var nogenlunde lige store, var deres evne til at forsyne deres garnisoner via Alexandria og Tobruk begrænset af modpartens handlinger, om end briterne også kunne forsyne Egypten via den forlængede rute syd om Afrika. Forsyningsvanskelighederne førte til, at krigen bølgede frem og tilbage langs kysten. Den indledende italienske offensiv i 1940 flyttede fronten ca. 150 km fra den libyske grænse og ind i Egypten, hvilket betød at de italienske tropper var over 1.600 km i luftlinje fra Tripoli, 1.000 km fra Benghazi og 300 km fra Tobruk.
Briterne, som lå tæt på deres forsyningsbase, opbyggede hurtigt deres styrker og gennemførte et modangreb ind i Libyen. Fronten endte med at rykke vestpå til El Agheila ca. 1.600 km fra Alexandria. Da det tyske Afrikakorps ankom, pressede aksemagterne fronten østpå, men deres fremrykning gik i stå i april 1941 ved den ægyptiske grænse, da de var nået så langt frem, som deres forsyninger rakte til. I november 1941 havde de allierede igen fået opbygget deres styrke, godt hjulpet af deres forholdsvis korte forsyningslinjer, og indledte operation Crusader, som hævede belejringen af Tobruk og igen pressede fronten tilbage til El Agheila. Deres udmattede tropper blev imidlertid næsten straks presset tilbage i nærheden af Tobruk af og efter Slaget ved Gazala i maj 1942 blev de presset tilbage til el-Alamein, blot 150 km fra Alexandria.
Tingene ændrede sig radikalt i 1942. På det tidspunkt kæmpede Royal Navy og den italienske flåde stadig om Middelhavet, men det lykkedes briterne at holde stand på øen Malta, og den blev udgangspunkt for angreb på italienske konvojer til Afrika, og en stigende andel af de italienske skibe blev sænket. Da store mængder forsyninger blev til rådighed fra USA efter landets indtræden i krigen, ændrede forsyningssituationen sig i stigende grad til fordel for briterne, som i oktober-november 1942 vandt en overvældende sejr over aksemagterne i det Andet slag om el-Alamein.

### Operation Torch
Da 8. armé ikke længere manglede forsyninger som i de foregående slag, blev aksestyrkerne efter det Andet slag om el-Alamein drevet stadig længere vestpå. Den 8. november gjorde allierede styrker landgang vest for Tunesien i Marokko og Algeriet under Operation Torch, og aksestyrkerne i Afrika risikerede nu at blive klemt inde mellem to allierede hære i Libyen, som ikke bød på gode forsvarsmuligheder.

### Tuniesiens naturlige forsvarslinjer
Langt bedre muligheder for at forsvare sig fandt man i Tunesien. Landet er omtrent rektangulært, og den nordlige og det meste af dens østlige del grænser ud til Middelhavet.
Det meste af den vestlige landegrænse til Algeriet følger den vestlige side af Atlasbjergene. Grænsen er relativ let at forsvare, idet der er et bjergpas mellem øst og vest. I syd ligger der en lav bjergkæde, som begrænser adgangen til en enkelt, smal korridor mod Libyen i øst mellem Matmaha-bjergene og kysten. Franskmændene havde tidligere bygget en 30 km bred og 50 km dyb forsvarslinje, kaldet Mareth-linjen ved denne korridor, for at kunne forsvare sig mod et muligt italiensk angreb. Kun i nord var terrænet til fordel for en angriber. Her endte Atlasbjergene i nærheden af østkysten, og lod et stort område ved den nordvestlige kyst ubeskyttet.
Generelt var Tunesien en særdeles velegnet operationsbase og forholdsvis let at forsvare. Forsvarslinjer mod nord kunne tage sig af de allierede styrker, som var blevet landsat i operation Torch og Mareth-linjen mod syd var en ganske formidabel forsvarslinje. Hertil kom at Tunesien havde to store havne, som kunne anløbes af store skibe Tunis og Bizerte, som kun lå nogle få hundrede kilometer fra de italienske forsyningsbaser på Sicilien. Forsyninger kunne sejles ind om natten, hvilket beskyttede dem mod RAF's patruljer, blive i havn om dagen og sejle tilbage næste nat. I modsætning hertil tog det en hel dag at sejle fra Italien til Libyen, hvilket gjorde forsyningsskibene sårbare overfor flyangreb om dagen.
Efter Hitlers mening kunne Tunesien holdes i måneder eller år, hvilket ville forstyrre de allierede planer for landgang i Europa.

### Opmarch
Den 10. november sluttede den franske modstand mod de allieredes landgang i Operation Torch,  hvilket efterlod et militært vakuum i Tunesien, og generalløjtnant Anderson beordrede straks sine tropper østpå for at tage havnene i Bougie, Philippeville og Bone samt lufthavnen i Djedjelli, inden man rykkede ind i Tunesien. De allierede planlæggere havde tidligere udelukket en landgang i Tunesien fordi man havde for få tropper til rådighed og på grund af truslen fra luften. Som følge heraf havde Anderson behov for at få sine begrænsede styrker til at rykke østpå så hurtigt som muligt, inden aksen kunne nå at opbygge en tilstrækkelig stor forsvarsstyrke i Tunesien. De allierede havde kun to brigadegrupper foruden nogle kampvognsstyrker og artilleri til rådighed for et angreb ind i Tunesien. Ikke desto mindre troede de på, at hvis de var hurtige, kunne de nå at besætte Tunesien med forholdsvis små tab, inden aksestyrkerne blev ordentligt organiserede.
De tunesiske myndigheder var ikke afklarede om, hvem de skulle støtte, og de lukkede ikke adgangen til deres lufthavne for nogen af siderne. Så tidligt som den 10. november sendte det italienske luftvåben en eskadrille på 28 jagerfly til Tunis. To dag senere indledtes en luftbro, som bragte over 15.000 soldater og 581 tons forsyninger til Tunis. Samtidig kom der fragtskibe med 176 kampvogne, 131 kanoner, 1.152 kanoner og 13.000 tons forsyninger. Ved månedens slutning havde skibe fragtet 3 tyske divisioner, herunder 10. panserdivision og to italienske infanteridivision til Tunesien. Den 12. november fik Walther Nehring tildelt kommandoen over det nyformede tyske XC Korps og ankom til Tunesien den 17. november.
Den franske øverstbefalende i Tunesien, general Barré, nærede ikke tillid til italienerne og førte sine tropper op i bjergene, hvor han etablerede en forsvarslinje fra Tebersouk gennem Majaz al Bab (også kaldet Medjez el Bab), og gav ordre til, at enhver som forsøgte at krydse denne linje, skulle skydes.
Den 11. november blev den britiske 36. infanteribrigade landsat ved Bougie uden at møde modstand, men logistiske problemer betød, at Djedjelli først blev nået ad vejen den 13. november. Bone flyvepladsen blev besat af faldskærmsjægere fra 3. faldskærmsbataljon, og det blev fulgt op den 12. november af 6. commando, som besatte havnen. Fortropper fra 36. brigade nåede Tebarka den 15. november og Djebel Abiod den 18. november hvor de første gang stødte på fjendtlige styrker.
Længere mod syd landede en amerikansk faldskærmsbataljon den 15. november ved Youks-les-Bains uden at møde modstand og erobrede den stedlige flyveplads ved Gafsa den 17. november.
Den 19. november krævede den tyske general Walter Nehring fri passage for sine tropper over broen ved Medjez, men det blev afvist af Barré. Tyskerne angreb to gange og blev slået tilbage. Franskmændene led imidlertid store tab, og da de hverken havde kampvogne eller artilleri, blev de tvunget til at trække sig tilbage. 

## Kapløbet til Tunis
Selv om nogle vichy-franske styrker, såsom Barrés enheder, åbent støttede de allierede mod aksestyrkerne var Vichy-styrkernes holdning fortsat usikker. Den 22. november betød den Nordafrikanske Aftale, at de vichy-franske i Nordafrika sluttede op om de allierede og tillod de allierede garnisonstropper at blive sendt frem til fronten i Tunesien. På det tidspunkt havde aksemagterne opbygget et helt armékorps, og aksestyrkerne var i overtal i forhold til de allierede styrker på næsten enhver måde.

### Planer
Der var to veje østpå ind i Tunesien fra Algeriet. De allieredes plan var at rykke frem langs de to veje og erobre Bizerte og Tunis. Når først Bizerte var erobret. var operation Torch afsluttet.
Det blev den britiske 36. infanteribrigades opgave at angribe nordfra mod Bizerte med støtte fra Hart Force, en lille pansret enhed fra den britiske 6. pansrede division, og mod syd angreb den 11. britiske infanteribrigade med støtte på sin venstre fløj fra Blade Force", et pansret regiment under kommando af oberst Richard Hull, som bestod af kampvogne fra 17./21. Lancers, en let amerikansk kampvognsbataljon og motoriseret infanteri, faldskærmstropper, artilleri, anti-tank- og antiluftskytskanoner og ingeniørtropper. Begge infanteribrigader tilhørte den britiske 78. infanteridivision, hvis leder generalmajor Vyvyan Evelegh, fik kommandoen over offensiven.

### Slaget

#### Første kontakt
De to allierede kolonner rykkede frem mod henholdsvis Djebel Abiod og Béja. Luftwaffe, som var lykkelig over at have lokal luftoverlegenhed, mens de allieredes fly måtte flyve til fra forholdsvis fjerne baser i Algeriet, generede dem hele vejen.
Den 17. november, samme dag som Nehring ankom til Tunesien, stødte de forreste elementer fra 36. brigade på en blandet styrke bestående af 17 kampvogne og 400 faldskærmstropper med selvkørende kanoner ved Djebel Abiod. De ødelagde 11 kampvogne, men deres fremstød blev bremset, mens kampen ved Djebel Abiod fortsatte i ni dage.

#### Allierede angreb
De to allierede kolonner var samlede ved Djebel Abiod and Beja som forberedelse på et angreb den 24. november. 36. Brigade skulle rykke frem fra Djebel Abiod i retning af Mateur, og 11. Brigade skulle rykke ned gennem Merjerda-dalen og erobre Majaz al Bab (som på allierede kort er vist som Medjez el Bab eller blot Medjez) og derefter fortsætte til Tebourba, Djedeida og Tunis. Blade Force skulle angribe ad små veje i hullet mellem de to infanteribrigader i retning af Sidi Nsir og udføre et angreb i flanken på Terbourba og Djedeida.
Det nordlige angreb blev ikke til noget, fordi kraftig regn havde forsinket opmarchen. Mod syd blev 11. brigade bremset af kraftig modstand ved Medjez; men Blade Force passerede gennem Sidi Nsir og nåede Chouigui Passet, nord for Terbourba. Derpå brød en del af Blade Force bestående af 17 lette M3 Stuart kampvogne fra C-kompagniet af 1. bataljon under kommando af major Rudolpf Barlow med støtte fra pansrede biler fra Derbyshire Yeomanry ind bag aksestyrkernes linjer til den netop aktiverede luftbase ved Djedeida. Ved et lynangreb om eftermiddagen ødelagde allierede kampvogne mere end 20 fly fra aksemagterne foruden en del bygninger og forsyningslagre. En del af forsvarerne blev enten dræbt eller såret. Uden infanteristøtte kunne kampvognene ikke konsolidere deres stillinger og trak sig tilbage til Chouigui.
Blade Forces angreb kom som en overraskelse for Nehring og gjorde ham opmærksom på hvor sårbar den stærke garnison i Medjez var overfor et angreb i flanken. Han besluttede at trække sig tilbage fra Medjez og forstærke Djedeida, blot 50 km fra Tunis.
36. brigades forsinkede angreb blev indledt den 26. november. Nehring havde imidlertid brugt tiden til at lave et baghold ved Jefna på vejen mellem Sedjanane og Meteur. Tyskerne havde besat det højtliggende terræn på begge sider af vejen, og terrænet var meget mudret efter de kraftige regnskyl, så det ikke kunne passeres af køretøjer. Bagholdet fungerede perfekt og den forreste bataljon fik et tab på 149. 36. brigades chef, brigadegeneral Kent-Lemon, sendte enheder op i bjergene for at forsøge at overmande de tyske stillinger, men faldskærmstroppernes kraftige modstand kombineret med klogt planlagte overlappende linjer viste sig at være en for vanskelig opgave. En støttelandsætning af 1 Commando 23 km vest for Bizerte den 30. november, som skulle forsøge at ramme stillingen ved Jefna i flanken mislykkedes, og de var tilbage ved 36. brigade den 3. december. Stillingen forblev på tyske hænder indtil i de sidste dage af kampene i Tunesien det efterfølgende forår.

#### Tyskerne falder tilbage til Djedila og tager initiativet
Tidligt den 26. november kunne 11. brigade rykke ind i Medjez uden at møde modstand, og sidst på dagen havde de indtaget stillinger i og omkring Tebourba, som også var blevet evakueret af tyskerne, som forberedelse på et fremstød mod Djedeida. Den 27. november angreb tyskerne med stor styrke og dræbte 137 mand og tog 286 fanger. 11. brigade gjorde et nyt forsøg på at genvinde initiativet i de tidlige timer af den 28. november ved at angribe i retning af flyvepladsen i Djedeila med støtte fra panserstyrkerne i den amerikanske 1. pansrede divisions kampgruppe B, som hurtigt mistede 19 kampvogne ved beskydning fra anti-tankkanoner der var opstillet inde i byen.
Den 29. november begyndte der at komme friske enheder fra 78. divisions tredje brigade, gardebrigaden, som var ankommet til Algier den 22. november, til frontlinjen, hvor de afløste de forslåede tropper fra 11. brigade.
Den 29. november var kampgruppe B fra 1. amerikanske pansrede division blevet samlet i forreste linje til et angreb i samarbejde med Blade Force, som var planlagt til 2. december. I mellemtiden skulle 2. bataljon af faldskærmsregimentet under oberstløjtnant John Dutton Frost nedkastes den 3. december nær fjendens flyvepladser omkring Depienne 50 km syd for Tunis i Operation Oudna for at ødelægge de Stuka styrtbombefly, som havde forårsaget betydelige problemer og samtidig true Tunis sydfra. De endte med at blive nedkastet i nærheden af den rutinerede italienske Bersaglieri infanteri bataljon. Radioen i Rom rapporterede at Bersaglieri tog 300 britiske faldskærmsjægere til fange. Briterne derimod rapporterede, at de havde været i kontakt med det 5. FJR Afrika (5. Fallschirmjäger Regiment Afrika) der havde støtte fra kampvogne og tunge panservogne. De britiske faldskærmsjægere nåede alligevel Oudna, men det pansrede hovedangreb blev ikke til noget, fordi et modangreb fra aksestyrkerne kom det i forkøbet den 1. december, hvilket betød, at de overlevende fra raidet selv måtte finde tilbage til egne linjer, hvor de sluttede sig til 78. infanteridivision den 3. december.
Aksestyrkernes modangreb, som blev ledet af generalmajor Wolfgang Fischer, hvis 10. panzerdivision netop fra ankommet til Tunsien, kom nordfra i retning mod Tebourba. Blade Force kom i kraftig kamp og led betydelige tab. Om aftenen den 2. december var Blade Force blevet trukket tilbage hvilket efterlod det til 11. brigade og Combat Command B at stoppe aksestyrkernes angreb. Dette truede med at afskære 11. brigade og bryde igennem til det allierede bagland, men en desperat indsats fra 2. bataljon af Hampshire regimentet fra Gardebrigaden og 1. bataljon af East Surrey regimentet over en periode på fire dage forsinkede aksestyrkens fremstød. Dette sammen med indsatsen fra Combat Command B i at modstå blandede kampvogns og infanteriangreb fra sydøst gjorde det muligt at foretage en kontrolleret tilbagetrækning til højereliggende områder på begge sider af floden vest for Terbourba. Bataljonen fra Hampshire Regimentet havde tab på 75% i kampen, hvor en af kampagniførerne, major H.W. Le Patourel, blev tildelt Victoriakorset. Bataljonen fra Surrey regimentet havde tab på næsten 60%.
I takt med at de allierede tropper i Tunesien blev bygget op etableredes et nyt hovedkvarter under Første britiske armé i begyndelsen af maj Det blev til 5. Korps under generalløjtnant Charles Allfrey, som fik kommandoen over alle styrker i Tebourba området, som på dette tidspunkt omfattede 6. pansrede division. Trods Andersons ønske om at gøre endnu et forsøg på at bryde igennem til Tunis, anså Allfrey de svækkede enheder, der stod overfor Tebourba, for at være i en meget truet stilling og beordrede en tilbagetrækning på ca. 10 km til det højereliggende område på Longstop Hill (djebel el Ahmera) og Bou Aoukaz på hver side af floden. Den 10. december angreb kampvogne fra aksestyrkerne Combat Command B på Bou Aoukaz, og deres kampvogne kørte uhjælpeligt fast i mudderet. Herefter gennemførte amerikanske kampvogne et modangreb, og de blev også hængende i mudderet, og 18 af dem blev skudt i stykker. Allfrey var stadig bekymret over sin styrkes sårbarhed, og beordrede en yderligere tilbagetrækning vestpå, så de allierede den 10. december holdt en defensiv linje lige øst for Medjez el Bab. Denne række af allierede nederlag i december kostede dem dyrt: 173 kampvogne, 423 køretøjer i øvrigt og 170 kanoner blev tabt, og der var tusinder af døde og sårede.

#### Årets sidste allierede offensiv slår fejl
De Allierede begyndte at bygge op til endnu et angreb, og var klar i slutningen af december 1942. Den fortsatte, men langsomme, opbygning af de allierede styrker havde bragt dem op på 54.000 britiske, 73.800 amerikanske og 7.000 frie franske soldater. En hurtig efterretningsopgørelse viste at der overfor dem stod 125.000 mand kamptropper og 70.000 mand hjælpetropper, fortrinsvis italienske, overfor dem.
Om natten mellem den 16. og 17. december gennemførte et kompagni fra 1. amerikanske infanteridivision et vellykket raid mod Maknassy, 250 km syd for Tunis, og tog 21 tyske fanger. Hovedangrebet blev indledt om eftermiddagen den 22. december, og trods regn og utilstrækkelig dækning i luften gjorde dele af 1. infanteridivisions 18. regimentskampgruppe fremskridt op af de lavere bakkekamme på det 270 meter høje Longstop Hill, som havde kontrol over floddalen fra Medjez til Tebourba og derfra til Tunis. Om morgenen den 23. december havde Coldstram Garden presset dele af den 10. tyske panzerdivision tilbage til toppen, da de blev afløst af 18. regimentskampgruppe og trukket tilbage til Mejdez. Tyskerne tog bakken tilbage ved et modangreb, og Coldstream Garden blev beordret tilbage til Lonstop. Den næste dag nåede de igen topper og gravede sig ned sammen med 18. regimentskampgruppe. Den 25. december var ammunitionen ved at være opbrugt, og da de tyske tropper nu havde kontrollen over det omkringliggende højland blev det umuligt at holde stillingen, og de allierede blev tvunget til at trække sig tilbage til Medjez. Den 26. december 1942 havde de allierede trukket sig tilbage til den linje de var startet fra 2 uge tidligere. De havde i mellemtiden lidt tab på 20.743.
Den allierede fremrykning mod Tunis var blevet stoppet.

## Ændring i den franske ledelse
Mens slaget klingede af, brød de indre magtkampe igen ud blandt franskmændene. Den 24. december blev François Darlan myrdet på grund af hans tidligere samarbejde med nazisterne, og Henri Giraud blev af De Forenede Stater udvalgt til at være hans efterfølger. Charles de Gaulle blev temmelig fornærmet over ikke at være blevet valgt; men På den anden side hadede han Darlan, anså ham for at være en forræder og var glad for at se ham fjernet.
Til de Frie franske styrkers store frustration havde den amerikanske regering indtil da vist en betydelig villighed til at indgå aftaler med Darlan og de vichyfranske. Derfor var Darlans bortgang til stor fordel for dem. Under det fælles formandskab af Giraud og de Gaulle blev den franske Komite for Frankrigs nationale befrielse (CFLN) stiftet. De Gaulle kom hurtigt til at stå forrest, og Giraud måtte mere eller mindre villigt stå i anden række.

## Dødvande mens begge sider opruster
Tingene var tilsvarende urolige for Aksemagterne. Nehring, som af de fleste blev anset for at være en udmærket hærchef, havde gentagne gange lagt sig ud med sine overordnede med sin udtalte kritik. De besluttede at "udskifte" ham ved at opgradere styrken til en armé, og generaloberst Hans-Jürgen von Arnim ankom uanmeldt til Tunis den 8. december for at overtage kommandoen over 5. Panzer Armee. Armeen bestod af en sammensat tung infanterienhed, Division von Broich (senere Division von Manteuffe) i Bizerte området, 10 panzerdivision i centrum foran Tunis og den italienske 1. infanteridivision Superga på den sydlige flanke, men Hitler havde inden afrejsen fortalt von Arnim at hæren ville blive udvidet til tre mekaniserede og tre motoriserede divisioner. Fra midten af november og til januar blev der fragtet 243.000 mand og 856.000 tons forsyninger og udstyr til Tunesien, noget de allierede fandt særdeles frustrerende da italienerne stoppede de fleste allierede skibe.
I mellemtiden overførte Eisenhower flere enheder fra Marokko og Algeriet østpå ind i Tunesien. Mod nord voksede generalløjtnant Kenneth Anderson's britiske 1. Armé til to korps. 1., 4. og 46. infanteridivision blev samlet i det britiske 9. Korps, som sluttede sig til 6. pansrede og 78. infanteridivision fra 5. Korps, som allerede befandt sig i Tunesien. Mod syd blev grundlaget for et fransk Korps – 19. Korps – bestående af to divisioner under Alphonse Juin ved at blive skabt og i centrum var det nye amerikanske 2. Korps der skulle være under kommando af Lloyd Fredendall, og med tiden bestå af det meste af 6 amerikanske divisioner: 1., 3., 9. og 34. infanteridivision foruden 1. og 2. pansrede division. På dette tidspunkt havde Giraud afvist Eisenhowers plan om at have et fransk korps i 1. Armé og de og det amerikanske 2. Korps forblev direkte under AFHQ. Af lige så stor betydning var det at der blev gjort en stor indsats for at bygge nye flyvepladser og forbedre luftstøtten til tropperne på jorden.
Amerikanerne begyndte også at bygge en række logistiske baser i Algeriet og Tunesien med henblik på at kunne etablere en stor fremskudt base ved Maknassy, på østsiden af Atlasbjergene, i en god position til at afskære den tysk-italienske Panzer Armee i syd fra dens forsyninger til Tunis og isolderede den fra 5. Panzer Armee mod nord.

## Kasserine

### Forspil
I den første del af januar havde Andersen haft blandede resultater med at holde et konstant pres ved mindre angreb og storstilede rekognosceringer. von Arnim prøvede at gøre noget tilsvarende: den 18. januar gennemførte han et angreb mod højre fløj af det britiske 5. Korps med begrænset succes men længere mod syd havde han større succes med sit angreb mod de franske stillinger ved hængslet mellem den vestlige og den østlige højderyg og nåede til Ousseltia and Robaa. De dårligt udstyrede forsvarere blev løbet over ende og hvad der svarede til syv infanteribataljoner blev afskåret i bjergene. Anderson sendte 36. Brigade til Robaa og beordrede Lloyd Fredendall til at sene Combat Command B fra 1. pansrede division til Ousseltia, hvor begge skulle underlægges Juin når de nåede frem. Kraftige kampe rasere indtil den 23. januar, men fronten blev stabiliseret.
Den åbenlyse mangel på samarbejde fik Eisenhower til at gå i aktion. Den 21. januar blev Anderson gjort ansvarlig for samarbejdet langs hele fronten og den 24. januar blev hans ansvarsområde udvidet til at omfatte "anvendelsen af amerikanske tropper". Den aften accepterede Juin at hans korps blev underlagt Anderson, hvilket blev bekræftet af Giraud den næste dag. Men kontrollen viste sig fortsat at være problematisk, med tropper spredt over en 320 km lang front og dårlige kommunikationsforbindelser (Anderson rapporterede, at han kørte over 1.600 km på 4 dage for at tale med sine korpschefer). Vigtigt var det imidlertid, at Eisenhower havde udpeget en enkelt ansvarlig for luftstyrkerne på hele fronten, Laurence S. Kuter, den 21. januar.
Erwin Rommel havde i mellemtiden lavet for planer for de styrker, som trak sig tilbage gennem Libyen. De skulle grave sig ned ved de franske befæstninger i Mareth linjen. Det ville give aksestyrkerne kontrol over de to naturlige indgange til Tunesien i nord og syd, kun med let forsvarede bjergpas imellem dem. I januar blev Rommels styrker reorganiseret: hans tysk-italienske panzerarmé ved Mareth stillingen blev omdøbt til 1. Italienske Armé med Giovanni Messe som øverstkommanderende, adskilt fra enhederne (herunder resterne af Afrika Korps som havde vendt mod den vestlige højderyg.
Den 23. januar erobrede Montgomerys 8. Armé Tripoli, på et tidspunkt hvor hæren, der trak sig tilbage gennem Libyen, var godt på vej til sine stillinger i Mareth linjen.

På dette tidspunkt var dele af det amerikanske 2. Korps trængt ind i Tunesien gennem passene i Atlas bjergene fra Algeriet og kontrollerede de indre af en trekant formet af bjergene. Deres stilling gav mulighed for et fremstød østpå mod Sfax ved kysten, hvilket ville afskære 1. Italienske Armé fra von Arnims styrker i nord omkring Tunis. Det kunne Rommel ikke tillade, og han udformede et plan om at angribe inden dette skete. 

### 5. Panzer Armee sikrer sig Faïd passet og Sbeitla
Den 30. januar 1943, stødte den tyske 21. panzerdivision og tre italienske divisioner fra von Arnims 5. Panzer Armee på franske styrker ved Faïd, det vigtigste pas fra den østlige arm af bjergege mod kystsletterne. Fredendall reagerede ikke på franske anmodninger om forstærkninger i form af kampvogne fra 1. pansrede division og efter et desperat forsvar blev de underforsynede franske tropper løbet over ende. Adskillige modangreb blev organiseret, herunder et forsinket angreb fra Combat Command B fra. den amerikanske 1. pansrede division, men alle disse modangreb blev let afvist af von Arnims styrker, som på dette tidspunkt havde dannet stærke forsvarspositioner. Efter tre dage var de allierede styrker tvunget til at falde tilbage og trak sig tilbage til de indre sletter og etablerede en ny forsvarslinje ved den ligge by Sbeitla.
I Operation Frűlingswind beordrede von Arnim fire pansrede kampgrupper frem den 14. februar i området ved Sidi Bou Zid, som blev forsvaret af 1. pansrede divisions 168. regimentskampgruppe og Combat Command A. Forsvarernes placering var dårlig, med styrkerne så spredt, at de ikke kunne støtte hinanden. Den 15. februar var Combat Command A blevet alvorligt tilredt, hvilket efterlod infanterienhederne isolerede på bakketoppe. Combat Command C blev beordret til at rykke frem og undsætte Sidi Bou Zid; men blev slået tilbage med store tab. Om aftenen den 15. februar var tre af aksestyrkernes kampgrupper i stand til at rykke frem mod Sbeitla, 30 km mod nordvest. Efter at have skubbet resterne af Combat Command A og Combat Command C tilside kom kampgrupperne til at stå overfor Combat Command B ved Sbeitla. Ved hjælp af luftstøtte holdt Combat Command B ud hele dagen, men luftstøtten kunne ikke opretholdes og styrken ved Sbeitla var tvunget til at trække sig tilbage og byen lå åben om middagen den 17. februar.
Mod syd i Operation Morgenluft var en kampgruppe bestående af resterne af Afrika Korps under Karl Bűlowius rykket frem til Gafsa ved solnedgang den 15. februar blot for at finde byen forladt, som led i en tilbagetrækning, der skulle forkorte den allierede front og muliggøre en reorganisering, der omfattede en tilbagetrækning af det franske 19. Korps, så det kunne blive genudrustet. Det amerikanske 2. Korps trak sig tilbage til en linje der omfattede Dernaia-Kasserine Passet-Sbiba med 19. Korps på deres venstre flanke efter at være trukket tilbage fra den østlige højderyg for at være på linje med dem.

### Slaget
Efter yderligere diskussion udstede Commando Supremo ordrer den 19. februar om at Rommel skulle angribe gennem Kasserine og Sbiba passene mod Thala og Le Kef for at true 1. Armés flanke. Rommels oprindelige forslag gik ud på et begrænset men koncentreret angreb gennem Kasserine for at støtte 2. Korps styrke på prøve ved Tébessa og opnå vigtige forsyninger fra de amerikanske forsyningsdepoter der. Selv om han skulle have 10. og 21. panzerdivision overført til sin styrke var Rommel bekymret for at den nye plan ville svække hans styrke og udsætte hans flanker for trusler.
Den 19. februar indledte Rommel, som nu havde fået den formelle kontrol over 10. og 21. panzerdivisioner, Afrika Korpsets kampgruppe foruden general Messes styrker ved Mareth-linjen (der nu var omdøbt til 1. Italienske Armé),, det som blev til slaget ved Kasserine Passet. I håb om at overraske de uerfarne forsvarere sendt han de lette kampvogne fra 3. rekognosceringsbataljon i fuld fart gennem passet. Oberst Alexander Starks Stark Force, en brigadegruppe bestående af amerikanske og franske styrker havde ansvaret for forsvaret af passet. Den havde ikke haft tilstrækkelig tid til at organisere sig ordentligt, men kunne lægge en kraftig artilleriild fra de omkringliggende højder, hvilket bragte Afrika Korpsets forreste mekaniserede enheder til standsning. Der måtte sendes infanteri frem, som kunne erobre højderne og fjerne truslen fra artilleriet, inden de kunne fortsætte. I mellemtiden var en kampgruppe under Hans-Georg Hildebrand med kampvogne fra 21. panzerdivision under fremrykning nordpå fra Sbeitla mod Sbiba passagen. Foran bakkerne øst for Sbiba blev de bragt til standsning af 1. Garde brigade og 18. regimentskampgruppe, som havde kraftig støtte af feltartilleri og anti-tank kanoner, og blev støttet af to infanteriregimenter fra 34. amerikanske infanteridivision.
Om morgenen den 20. februar fortsatte den intense nærkamp i bakkerne over Kasserine, mens Afrika korpsets kampgruppe, som nu var forstærket med en bataljon fra den italienske pansrede Centauro division og yderligere artilleri forberedte endnu et angreb gennem passet, når det havde fået følgeskab af kampgruppen fra 10. panzerdivision, som var på vej fra Sbeitla. Morgenens angreb gjorde langsomme fremskridt, men det intense pres fra det fornyede angreb om eftermiddagen fik de allieredes forsvarsstillinger til at kollapse.
Efter at være rullet gennem Kasserine Passet om eftermiddagen den 20. februar tog enheder fra Centauro divisionen retning mod Tébessa uden at møde større modstand. Von Broichs kampgruppe fra 10. Panzer divivion fulgte dem og drejede mod Thala, hvor de blev sinket af en pansret enhed af regimentsstørrelse, Gore Force. Deres tanks havde mindre ildkraft og led kraftige tab, men Gore Force gav den britiske 6. pansrede division tid til at opstille en brigadegruppe med 26. brigade forstærket med ekstra infanteri og artilleri (som Anderson dagen før havde givet ordre til at rykke fra Kesra området for at styrke forsvaret ved Thala) og køre den i stilling længere nede ad vejen. I mellemtiden havde Fredendall sendt 1. pansrede divisions Combat Command B af sted for at møde truslen mod Tébessa.
Kl. 13 den 21. februar var von Broichs kampgruppe i kontakt med den nedgravede 26. brigade på vejen til Thala, og kom kun langsomt frem. Rommel tog selv direkte kontrol med angrebet og tvang forsvarerne tilbage kl. 16. Det 26. brigadegruppe kunne dog trække sig tilbage i nogenlunde god orden til den næste og sidste forsvarslinje foran Thala. Kampen ved denne stilling blev indledt kl. 19 og fortsatte på nært hold i tre timer uden at nogen af siderne kunne opnå en afgørende fordel. Nick Force havde fået en hård medfart og regnede ikke med at kunne holde ud den følgende dag. I løbet af natten kom der yderligere 48 kanoner fra den amerikanske 9. infanteridivision, som var rykket 1.300 frem fra Marokko på dårlige veje og i dårligt vejr. Om morgenen den 22. februar, da von Broich gjorde sig klar til at indlede sit angreb blev hans front ramt af et ødelæggende artilleribombardement. Ganske overraskende gav Rommel ordre til at omgruppere sine styrker og indtage en defensiv stilling, og afgav således initiativet.
I mellemtiden gjorde 21. Panzer kampgruppe ingen fremskridt ved Sbiba. To bataljoner af erfarne Bersaglieri-soldater foretog ifølge optegnelser fra 23. feltregiment, Royal Artilleri, et modangreb om dagen over Ousseltia slette, men blev slået tilbage. 
Længere mod syd var Afrika Korps kampgruppen blev stoppet den 21. februar af kampvogne og artilleri fra Combat Command B, der var nedgravet på skråningerne ved Djebel Hamra. Et forsøg på at omgå deres flanke om natten den 21. februar var mislykkedes og resulterede i store tab for aksestyrkerne den 22. februar. Et nyt angreb tidligt den 23. februar blev igen slået tilbage.
På et nedslående møde den 22. februar med Kesselring hævdede Rommel at overfor voksende modstand og med nyheden om at 8. Armés forreste enheder endelig var nået til Medenine, blot nogle få kilometer fra Mareth-linjen, ville han afblæse angrebet og trække sig tilbage for at styrke forsvaret ved Mareth, og håbede at angrebet ved Kasserine havde forårsaget tilstrækkelig skade til at afværge enhver offensiv vestfra i den umiddelbare fremtid. Kesselring var ivrig efter at fortsætte offensiven, men endte med at acceptere det den aften, og Commando Supremo afsluttede formelt operationen. Aksestyrkerne fra Kasserine nåede Mareth-linjen den 25. februar.

### Efterspil
Kampene løjede af i en periode, og begge sider studerede resultaterne af de nylige slag. Rommel forblev overbevist om at de amerikanske styrker ikke udgjorde nogen stor trussel, mens de britiske enheder og enhederne fra kolonierne var lige så gode som hans. Han beholdt den opfattelse alt for længe, og det ville vise sig at blive meget dyrt. Amerikanerne analyserede ligeledes slaget og afskedigede flere højtstående officerer samtidig med at de udsendte flere publikationer med de indhøstede erfaringer, for at klare sig bedre senere. Som det vigtigste blev Fredendall den 6. marts 1943 udskiftet med George S. Patton som leder af det amerikanske 2. Korps. Patton udnævnte Omar N. Bradley som sin assisterende korpsleder.
Cheferne blev erindret om at store enheder skulle holdes samlet for at sikre tilstrækkelig tyngde på slagmarken, frem for spredt, som Fredendall havde placeret dem. Det havde den ønskede virkning at styrke ildkontrollen i det allerede stærke amerikanske artilleri. Støtten fra luften havde også været ringe (til dels på grund af det generelt dårlige vejr). Selv om den blev bedre blev måtte man vente helt til kampagnen i Normandiet inden den blev rigtig god.
For bedre at koordinere aktiviteterne mellem sine to hære i Tunesien placerede Eisenhower 1. og 8. armé under et nyt fælles hovedkvarter, 18. Armégruppe, som kom under kommando af general sir Harold Alexander, der placerede det amerikanske 2. Korps direkte under sin kommando for at gøre Andersons kommandoområde mere håndterligt.
Aksestyrkerne besluttede også at skabe en samlet kommando for deres to arméer. Hitler og den tyske generalstab ønskede at von Arnum skulle overtage kommandoen, men Kesselring argumenterede for Rommel, som blev udpeget til at lede den nye Heeresgruppe Afrika den 23. februar. 

## Sydfroten omkring Mareth

### Operation Capri
8. Armé havde samlet sig foran Mareth linjen siden den 17. februar og sendte følere vestpå den 26. februar. Den 6. marts 1943 indledte 3 tyske panzerdivisioner, 2 lette divisioner og 9 italienske divisioner Operation Capri, et angreb mod syd i retning af Medenine, det nordligste britiske støttepunkt. Den britiske artilleribeskydning var intens, slog aksestyrkernes angreb tilbage og kostede dem et tab på 55 kampvogne.
Efter at Capri var slået fejl besluttede Rommel, at den eneste måde at redde hans hære ville være at evakuere dem. Han forlod derfor Tunesien den 9. marts for at mødes med Hitler i dennes hovedkvarter i Ukraine for at forsøge at få ham til at opgive Tunesien og returnere Aksestyrkerne til Europa. Hitler afviste, og Rommel blev i dybeste stilhed sendt på sygeorlov. Von Arnim blev leder af Heeresgruppe Afrika.

### Operation Pugilist
Montgomery iværksatte sit store angreb, Operation Pugilist, (pugilist betyder nævekæmper) mod Mareth-linjen om natten mellem den 19. og 20. marts 1943. Elementer af den britiske 50. infanteridivision gennembrød linjen og etablerede et brohoved vest for Zarat den 20.-21. marts, men et energisk modangreb fra 15. panzerdivision fjernede lommen og genetablerede fronten den 22. marts.
Den 26 marts omgik general Brian Horrocks' britiske 10. Korps Matmahabjergene og Tebaga passagen og byen El Hamma længst mod nord på fronten i Operation Supercharge II. Denne flankemanøvre gjorde det meste af Mareth linjen umuligt at holde. Den følgende dag lykkedes det tyske og italienske tropper at stoppe Horrocks fremrykning med velplacerede antitank kanoner, så de kunne få tid til at gennemføre et strategisk tilbagetog. I løbet af 48 timer trak forsvarerne fra Mareth-linjen sig 60 km tilbage mod nordvest og etablerede en ny defensiv stilling ved Wadi Akarit nær Gabès.

## Gabès
På dette tidspunkt var det nyligt reorganiserede amerikanske 2. korps rykket ud af passene igen og lå i stilling bag de tyske linjer. Den 10. panzerdivision fik til opgave at presse dem tilbage til landets indre, og de to styrker mødtes i slaget ved El Guettar den 23. marts. I starten gik slaget i store træk som ved tidligere møder, hvor de tyske kampvogne havde rullet d forreste amerikanske enheder op, men de løb snart ind i et amerikansk minefelt, og straks efter begyndte artilleri og antitank kanoner at beskyde dem. 10 panzerdivision mistede hurtigt 30 kampvogne og trak sig tilbage ud af minefeltet. Et andet angreb blev indledt sidst på eftermiddagen, denne gang med infanteriunderstøttelse, men det angreb blev også afvist, og 10. panzerdivision trak sig tilbage til Gabès.
Amerikanerne kunne imidlertid ikke drage fordel af det tyske tilbageslag og brugte flere frustrerende uger på at forsøge at fjerne italiensk infanteri fra to strategiske bakker på vejen til Gabès. Gentagne storangreb gjorde fremskridt, blot for at blive presset tilbage af mindre enheder fra 10. og 21. panzerdivision, som kørte dertil fra Gabés på en times tid. Bed luftstøtte ville have gjort dette "mobile forsvar" vanskeligt, men samarbejdet mellem styrkerne i luften og på landjorden var fortsat et alvorligt problem for de Allierede.
Både den 8. armé og det amerikanske 2. Korps fortsatte deres angreb i den følgende uge og til sidste brød 8. armé gennem linjerne og aksestyrkerne måtte opgive Gabès og trække sig tilbage til 5. Panzer Armé mod nord. Italienske marinesoldater, som var i gode stillinger ved Wadi Akarit, og havde rigeligt med automatvåben og granater kæmpede godt, men de britiske angribere pressede fremad, om en tabene for 6. Green Howards var alvorlige. To overordnede officerer, seks underofficerer og lavere officerer samt 118 menige blev dræbt.
"Da vi var omkring 10 meter væk var vi nået til toppen af skyttegraven og vi dræbte alle de overlevende" erindrede Bill Cheall, som netop havde set sin sektionsleder blive skudt ned af en italiener. "Det var ikke det rette tidspunkt til at liste frem, vi var berusede af kampen og måtte dræbe dem for at betale dem tilbage for vor faldne kammerat."
Bakkerne foran de amerikanske styrker var nu opgivet, hvilket gav dem mulighed for at slutte sig til briterne i Gabés senere samme dag. Herefter blev slaget til et udmattelsesslag.

## Nordlige sektor fra februar til april 1943
Den 26. februar indledte von Arnum et angreb mod 5. Korps over en bred front. Efter voldsomme kampe blev angrebet mod Medjez slået tilbage, men længere mod syd blev der opnået nogle taktiske gevinster, inden fremrykningen blev stoppet. Mod nord blev der gjort fremskridt i retning af Beja, men i skrækkeligt vejr blev angrebet svækket af 46. division, en blandet division bestående af to infanteribrigader og en pansret, i løbet af flere dages intense kampe.
Den 2. marts genoptog von Arnim sit angreb mod nord, og pressede langsomt 46. division tilbage i de næste tre uger mod Djebel Abiod. Han opgav sine angreb i centrum og mod syd, men tilbagetrækning af franske bataljoner i Medjez området, så de kunne slutte sig til 19. korps gav ham mulighed for at tage højderne rundt om byen med meget lidt modstand, hvilket efterlod et farligt frontfremspring.
Anderson forstærkede 46. division med 1. faldskærmsbrigade og franske enheder, herunder en marokkansk enhed af særlige bjergtropper og indledte et modangreb den 28. marts. På fire dage lykkedes det at generobre alt det tabte terræn.
Den 7. april gav Anderson 78. infanteridivision til opgave at rydde vejen mellem Beja og Medjez. Med støtte fra artilleri og nær luftstøtte rykkede den metodisk 16 km gennem vanskeligt bjergterræn i løbet af de næste 10 dage og ryddede en front 16 km bred. Den britiske 4. division blev for første gang indsat i kampen på 78. divisions venstre side og pressede italienerne tilbage mod Sidi Nisr.

## Slutspil
Frontfremspringet ved Medjez var blevet fjernet, og tværgående veje i 5. korps område renset så Anderson kunne koncentrere sin opmærksomhed om de ordrer han havde fået den 12. april fra Alexander om at forberede et storstilet angreb, der skulle begynde den 22. april og nå Tunis.

På dette tidspunkt var allierede fly blevet flytte frem til flyvepladser i Tunesien og et stort antal tyske transportfly blev skudt ned over havet mellem Sicilien og Tunesien. Britiske destroyere med base på Malta forhindrede forstærkning eller evakuering af Tunesien ad søvejen. Admiral Andrew Cunningham, Eisenhowers flådechef, udstedte Nelson-lignende ordrer til sine skibe: "Sænk, brænd, tag, ødelæg. Lad intet passere".
Den 18. april efter angreb fra 8. armé i syd og angreb i flanken fra 9. og 19. Korps blev de tysk-italienske styrker trængt tilbage til en forsvarslinje på nordøstkysten af Tunesien, hvor de forsøgte at beskytte deres forsyningslinjer, men med lidet eller intet håb om at kunne fortsætte slaget længe.

### Planer for den endelige offensiv
Alexander planlagde med at mens det amerikanske 2. korps angreb mod nord i retning af Bizerte skulle 1. armé angribe mod Tunis mens 8. armé angreb nordpå fra Enfidaville. Anderson skulle koordinere 1. Armé og 2. korps og han udstedte ordrer herom.
Andersons plan gik ud på at hovedangrebet skulle foregå i centrum af 5. Korps front ved Medjez. der hvor de vigtigste aksestillinger lå. 9. Korps skulle angribe på højre fløj først mod nordøst og ved hurtige manøvrer komme bag linjen ved Medjez og bringe uorden i deres pansrede reserver. Det amerikanske 2. korps skulle lave et dobbelt fremstød: et der skulle tage højderne på 5. Korps venstre flanke og et andet i retning af Bizerte. Det franske 19. korps skulle holdes tilbage, indtil 9. Korps og 8. armé havde trukket modstanderne til sig, og derpå rykke mod Pont du Fahs.

### Slaget
De allierede styrker havde reorganiseret sig. Det amerikanske 2. Korps var flyttet op til nordenden af den allierede front. Von Arnim vidste at en allieret offensiv var på trapperne og indledte et spolerende angreb om natten mellem den 20. og 21. april mellem Medjez og Goubellat, og også på 9. Korps front. Herman Göring divisionen skabte gennembrud på op til 8 km på nogle punkter, men kunne ikke gennemtvinge en generel tilbagetrækning, og vendte til sidst tilbage til deres linjer. Der blev ikke bragt alvorlig uorden i de allieredes planer, selv om det første angreb, af 9. Korps, blev udsat i 4 timer den 22. april.
Om morgenen den 22. april angreb 46. division på 9. korps front og skabte et tilstrækkeligt stort hul til at 6. pansrede division kunne passere inden natten. De blev fulgt af 1. pansrede division, som angreb østpå i de følgende to dage. Fremrykningen gik ikke tilstrækkelig hurtigt til at forhindre dannelsen af en stærk antitank-afskærmning, som stoppede deres fremrykning. Disse manøvrer havde imidlertid trukket aksestyrkernes panzerreserver sydpå, væk fra den centrale front. Da han så, at yderligere fremrykning ikke var sandsynlig, trak Anderson 6. pansrede og det meste af 46. infanteridivision tilbage i reserve.
5. Korps angreb blev indledt om aftenen den 22. april og det amerikanske 2. korps indledte deres offensiv i de tidlige morgentimer den 23. april. I barske mand-til-mand kampe mod Hermann Göring divisionen, 334. infanteridivision og 15. panzerdivision tog det 5. korps' 1., 4. og 7. infanteridivision med støtte fra kampvogne og artilleri 8 dage at trænge 10 km frem og erobre de fleste af aksestyrkernes stillinger. Tabstallene var høje på begge sider, men Anderson følte, at et gennembrud af umiddelbart forestående.
Den 30. april stod det klart for Montgomery og Alexander at 8. armés angreb nordpå fra Enfidaville mod velforsvaret og vanskeligt terræn ikke kunne lykkes. Derfor gav Alexander Montgomery ordre til at stå fast og overførte 7. pansrede division, 4. indiske division og 201. Gardebrigade fra 8. til 1. armé, hvor de sluttede sig til 1. pansrede division, der var blevet overført inden slaget startede. (Se også: 1. britiske Armés slagorden, 4. maj 1943).
De nødvendige manøvrer var afsluttet om natten den 5. maj. Anderson havde ladet opstille et stort antal attrap kampvogne i Medjez området. På den måde opnåede han en betydelig overraskelseseffekt da angrebet blev sat ind.
Det endelige angreb blev startet kl. 3.30 om morgenen den 6. maj af det britiske 9. korps, som nu var under kommando af generalløjtnant Brian Horrocks, som havde overtaget kommandoen fra den sårede John Crocker. 5. Korps havde på forhånd gennemført et angreb den 5. maj for at sikre sig de højereliggende områder og sikre 9. Korps' venstre flanke. Den 4. britiske og den 4. indiske infanteridivision var koncentreret på en smal front og understøttet af store mængder artilleri og de brød gennem forsvarsstillingerne, så 6. og 7. pansrede divisioner kunne passere igennem. Den 7. maj rykkede britiske kampvogne ind i Tunis, og amerikansk infanteri fra 2. Korps, som havde fortsat sin fremrykning i nord rykkede ind i Bizerte. 6 dage senere var den sidste modstand fra aksestyrkerne slut og over 275.000 soldater blev taget til fange. Mange af dem var netop ankommet fra Sicilien, og var mere savnet der.
Det blev bemærket af den britiske general Harold Alexander, at i de sidste slag i Tunesien 'blev der lagt mærke til at italienerne kæmpede særdeles godt, og gjorde det bedre end de tyskere, der var omkring dem.' Den samme fornemmelse blev bemærket af general Alexander, da han senere beskrev denne episode.

## Efterspil
Ifølge historikeren Williamson A. Murrey var "beslutningen om at forstærke Nordafrika en af de værste af Hitlers fejltagelser: indrømmet, det holdt Middelhavet lukket i yderligere 6 måneder, med negative følger for de allieredes skibsfart, men det placerede nogle af Tysklands bedste tropper i en stilling, som ikke kunne forsvares og hvorfra de, ligesom Stalingrad, ikke kunne undslippe. Hertil kom at Hitler indsatte Luftwaffe i et udmattelsesslag, som foregik under ufordelagtige omstændigheder, og det havde tab, som det ikke kunne dække." 
Aksemagternes desperate satsning havde kun forsinket det uundgåelige og det amerikanske nederlag ved Kassarine kan paradoksalt nok have været det bedste der kunne ske for dem. Med Nordafrika i allierede hænder skiftede fokus hurtigt til Sicilien og derefter til Italien.

## Fodnoter
1. 1 2 3 4 5 6 7 8 9 10  Playfair, p.460
2. ↑  Atkinson, p. 536
3. ↑  Playfair, p.460-461. RAF: 12 bombefly, 47 jagere. USAAF: 32 bombefly, 63 jagere. Frankrig: 1 bombefly
4. 1 2 3 4 5 6  Atkinson, p. 537
5. ↑  Playfair, p.460. Tyskland: 42 bombefly, 166 jagere, 52 transportfly, 13 Storch. Italien: 17 fly
6. 1 2 3  Anderson (1946), p. 2 London Gazette: (Supplement)  no. 37779, page 5450, 5. november 1946.
7. 1 2  Watson (2007), p. 60
8. ↑  Anderson (1946), p. 4 London Gazette: (Supplement)  no. 37779, page 5452, 5. november 1946.
9. 1 2 3 4  Anderson (1946), p. 5 London Gazette: (Supplement)  no. 37779, page 5453, 5. november 1946.
10. ↑  Ford (1999), p.15
11. ↑  Watson (2007), p.61
12. ↑  Ford (1999), p. 17
13. ↑  Ford (1999), pp. 19-22
14. ↑  Ford (1999), p. 23
15. ↑  Ford (1999), pp. 23-25
16. ↑  Ford (1999), p.25
17. ↑  Ford (1999), p.28
18. ↑  Ford (1999), p. 40
19. ↑  Ford (1999), p 37-38
20. ↑  Ford (1999), p. 39
21. ↑  Lanza, Colonel Conrad H. "Perimeters in Paragraphs: North Africa" (PDF). The Field Artillery Journal (February, 1943): p. 146. Arkiveret (PDF) fra originalen 17. juni 2011. Hentet 2008-04-09. {{cite journal}}: |pages= har ekstra tekst (hjælp)
22. ↑  "The Text of the Day's Communiques on Fighting in Various Zones: Italian". New York Times (5. december 1942). Arkiveret fra originalen 23. juli 2011. Hentet 2008-04-09.
23. ↑  Stainforth, Peter; Booth, Eric. "North Africa, November 1942- May 1943". Airborne Engineers Association website. Arkiveret fra originalen 10. maj 2022. Hentet 2008-04-09.
24. 1 2  Anderson (1946), p. 6 London Gazette: (Supplement)  no. 37779, page 5454, 5. november 1946.
25. ↑  Watson (2007), pp. 62 – 63
26. ↑  Ford (1999), p.50
27. ↑  Ford (1999), p. 47
28. ↑  Watson (2007), p. 63
29. 1 2  Anderson (1946), p. 7 London Gazette: (Supplement)  no. 37779, page 5455, 5. november 1946.
30. ↑  Ford (1999), p.51
31. ↑  Ford (1999), p.53-54
32. ↑  Watson (2007), p. 64
33. 1 2 3 4  Anderson (1946), p. 8 London Gazette: (Supplement)  no. 37779, page 5456, 5. november 1946.
34. ↑  Watson (2007), p.67
35. 1 2  Watson (2007), p. 68
36. 1 2  Watson (2007), p.77
37. ↑  Anderson (1946), p. 9 London Gazette: (Supplement)  no. 37779, page 5457, 5. november 1946.
38. ↑  Watson (2007), pp. 80–81
39. 1 2  Watson (2007), p. 82
40. ↑  Watson (2007), p.84
41. ↑  Watson (2007), pp. 86-87
42. ↑  Watson (2007), pp. 89-93
43. ↑  Watson (2007), p. 102
44. ↑  Watson (2007), p. 103
45. ↑  Watson (2007), p. 104
46. ↑  "BBC Peoples War website". Arkiveret fra originalen 21. september 2009. Hentet 8. december 2008.
47. ↑  Watson (2007), p. 105
48. ↑  Watson (2007), pp. 106-107
49. ↑  Watson (2007), pp. 109-110
50. ↑  Anderson (1946), p. 10 London Gazette: (Supplement)  no. 37779, page 5458, 5. november 1946.
51. ↑  Watson (2007), pp. 110-111
52. ↑  Watson (2007), pp.121 & 123
53. ↑  Cheal, Bill (maj 1994). "Chapter 11: Into Battle (AT Wadi Akrit)". The War of a Green Howard, 1939 - 1945. The Friends of the Green Howards website. Arkiveret fra originalen 11. oktober 2007. Hentet 2008-04-09.
54. ↑  Cheal, Bill (maj 1994). "Chapter 12: Preparing". The War of a Green Howard, 1939 - 1945. The Friends of the Green Howards website. Arkiveret fra originalen 12. juni 2008. Hentet 2008-04-09.
55. 1 2 3  Anderson (1946), p. 10 London Gazette: (Supplement)  no. 37779, page 5458, 5. november 1946.
56. 1 2 3  Anderson (1946), p. 11 London Gazette: (Supplement)  no. 37779, page 5459, 5. november 1946.
57. 1 2 3  Anderson (1946), p. 12 London Gazette: (Supplement)  no. 37779, page 5460, 5. november 1946.
58. ↑  Mead, p.44
59. 1 2  Anderson (1946), p. 13 London Gazette: (Supplement)  no. 37779, page 5461, 5. november 1946.
60. ↑  Anderson (1946), p. 14 London Gazette: (Supplement)  no. 37779, page 5462, 5. november 1946.
61. ↑  "Gooch (1990), p.95". Arkiveret fra originalen 23. september 2013. Hentet 8. december 2008.
62. ↑  Bauer (2000), p. 428
63. ↑  Cambridge Illustrated History of Warfare edited by Geoffrey Parker ISBN 0-521-79431-5 page 322 (paperback version)

## Eksterne links
- Italienske communique rapporterer tilfangetagelsen af 300 britiske faldskærmstropper af dele af Bersaglieri regimentet Arkiveret 23. juli 2011 hos  Wayback Machine
- Green Howards Regiments Historie, – Bill Cheall's Historie Arkiveret 17. november 2007 hos  Wayback Machine
- Felttoget i Tunesien – oversigtskort Arkiveret 15. marts 2010 hos  Wayback Machine